# Classi V e W
I cacciatorpediniere classi V e W erano le ultime navi della categoria realizzate dagli inglesi nel primo conflitto mondiale. Anche durante il successivo conflitto, le circa 50 navi realizzate vennero largamente utilizzate, con compiti per lo più di naviglio di scorta, spesso con la rimozione di metà dei locali caldaie per alloggiare più combustibile.
I caccia W e V erano navi di valide caratteristiche per la prima guerra mondiale, con artiglierie da 102 mm sovrapposte sia a prua che a poppa. Vennero dotate delle stesse macchine della precedente classe 'R', ma nondimeno raggiunsero durante le prove la velocità di 35 nodi e questo per gli standard del 1917 era davvero molto. Assodata la validità del concetto vennero realizzate 25 'V' e 25 'W', questi ultimi dotati di due lancia siluri tripli anziché doppi.
Dopo ciò vennero realizzate le 'W e V modificate', con 54 navi ordinate nel 1918, dotate di cannoni da 119,4 mm.
Esse furono realizzate in soli 16 esemplari, 8 dei quali raggiunsero la seconda guerra mondiale.
Tutte queste navi ebbero una valida riuscita, e gli inglesi le modificarono con 2 'pacchetti di modifica': 16 divennero nel periodo dal 1938 al 1941 la classe 'Wair', costituita da navi specializzate come unità di scorta contraeree, con 2 impianti binati da 102 mm di nuovo modello ad alto angolo e cadenza di fuoco, mentre altre 20 divennero LRE, navi di scorta a lungo raggio, con la rimozione di parte delle artiglierie e di uno dei locali delle caldaie, sostituito con casse di combustibile extra, che fornivano all'unità la possibilità di attraversare l'Atlantico senza rifornimento. Molte delle artiglierie vennero rimosse e al loro posto fu installato un lanciabombe ASW Hedgehog, per l'attacco ai sommergibili.
Le altre, troppo vecchie ed inadatte alle modifiche, vennero tenute come navi a corto raggio o SRE (short range escort).
In definitiva, anche se non come navi di prima linea, esse vennero impiegate in maniera molto utile come unità ASW e di scorta.

## Storia
Le classi V e W furono l'ultima evoluzione britannica nell'ambito dei cacciatorpediniere durante il corso della prima guerra mondiale, incorporando tutte le migliorie e le evoluzioni tecniche via via sperimentate nelle classi precedenti. Il tipo di progetto risaliva infatti alle unità classe River o E, del 1902, nelle quali era stato introdotto il classico castello di prua rialzato poi distintivo delle unità della Royal Navy. La classe Tribal del 1905 vide l'introduzione delle caldaie ad olio combustibile con il collegato risparmio di spazio e la diminuzione di consumi ed equipaggio. Le unità capoflottiglia della classe Parker del 1915 introdussero il ponte rialzato che permise il posizionamento dei pezzi A e B di prua uno sopra all'altro. Il progetto delle classe M Yarrow modificata, dello stesso anno, applicò per la prima volta un disegno a tre caldaie e due fumaioli, che permise una configurazione più compatta dello scafo e aumentando lo spazio libero sul ponte. Infine le unità classe R videro l'introduzione delle turbine con riduttori eroganti 30.000 Shp su due assi.

## Capoflottiglia classe V Admiralty
Le prime cinque unità della classe conosciute come "Admiralty V class leaders", vennero ordinate nell'aprile del 1916 per essere utilizzate come capoflottiglia. La necessità di navi del genere si era manifestata dall'ingresso in servizio delle nuove unità della classe S, capaci di raggiungere il 36 nodi e quindi troppo veloci per le unità di comando al momento in servizio. Per velocizzare la costruzione le nuove unità vennero costruite in base al progetto e alle macchine della classe R, e cioè con tre caldaie e due fumaioli. La necessità di avere unità più ampie portò inevitabilmente a una perdita di velocità. Il fumaiolo più avanzato era alto e sottile, mentre il secondo era più tozzo e ampio.
La differenza rispetto alla classe Admiralty V e Thornycroft V era soprattutto nella maggiore ampiezza del ponte di comando, nella presenza di un albero di prua più alto e dell'albero principale più spostato verso poppa, per poter accogliere nuove attrezzature radio, un maggiore numero di scialuppe e una postazione più per il riflettore di ricerca tra i tubi lanciasiluri per permettere l'installazione di un'ulteriore bussola. La Vampire sperimentò tubi lanciasiluri tripli, venendo così armata con un totale di sei dispositivi.

### Navi
- Valentine; costruita nei cantieri Cammell Laird & Company di Birkenhead, impostata l'8 agosto 1916, varata il 24 marzo 1917 e completata il 27 giugno seguente. Danneggiata da aerei della Luftwaffe, venne fatta arenare e abbandonata al largo di Terneuzen il 15 maggio 1940. Recuperata nel 1953, venne demolita.
- Valhalla; costruita nei cantieri Cammell Laird, impostata l'8 agosto 1916, varata il 22 maggio 1917 e completata il 31 luglio seguente. Venduta per essere demolita il 17 dicembre 1931.
- Valkyrie; costruita nei cantieri William Denny & Brothers Limited di Dumbarton, impostata il 25 maggio 1916, varata il 12 marzo 1917 e completata il 16 giugno seguente. Venduta per essere demolita il 24 agosto 1936.
- Valorous; costruita nei cantieri Denny, impostata il 25 maggio 1916, varata il 5 agosto 1917 e completata il 21 agosto seguente. Venduta per essere demolita il 4 marzo 1947.
- Vampire; costruita nei cantieri J. Samuel White & Company di Cowes, impostata il 10 ottobre 1916, varata il 21 maggio 1917 e completata il 22 settembre seguente. Trasterita alla Royal Australian Navy nell'ottobre 1933, bombardata e affondata da aerei giapponesi nella baia del Bengala il 9 aprile 1942.

## Classe V Admiralty
Le 23 unità della classe V Admiralty vennero ordinate nel luglio 1916 su un progetto uguale a quello delle capoflottiglia classe V Admiralty per contrastare la minaccia evidenziata da diverse informazioni che davano per imminente l'entrata in servizio una nuova e più potente classe di cacciatorpediniere tedeschi. Ovviamente le unità della classe differivano dal progetto iniziale solamente per la mancanza delle apparecchiature e degli spazi dedicati al comando di flottiglia.
Le unità vennero completate tutte con due installazioni binate di lanciasiluri (la Voyager, armata con tubi tripli, apparteneva alla classe Admiralty W, ordinata nel dicembre 1916). Nel 1921 i lanciasiluri prodieri di tutte le navi vennero sostituiti con impianti tripli, portando il totale dei siluri a cinque. Dal 1923 in poi vennero sostituiti anche i lanciasiluri di poppa la maggior parte delle navi, imbarcando quindi sei siluri. Questa modifica non venne effettuata sulla Vimy, Velox, Versatile e Vortigen, che rimasero armate con un'installazione tripla e una doppia.
Vanquisher, Vanoc, Velox, Vehement, Venturous, Versatile, Vimiera, Vittoria e Vortigern vennero costruite in modo da poter essere trasformate in posamine in 24 ore. A questo scopo sarebbero stati sbarcati i tubi lanciasiluri ed il cannone Y sul ponte di comando e si sarebbero posizionate le reti per proteggere le mine, fino a sessanta per ogni nave. Queste unità potevano essere distinte dalle altre per la presenza dello scivolo permanente per le mine a poppa.

### Navi
- Vancouver; costruita nei cantieri William Beardmore & Company di Dalmuir, impostata il 15 marzo 1917, varata il 28 dicembre seguente e completata il 9 marzo 1918. Ribattezzata Vimy il 1º aprile 1928 per liberare il nome da riassegnare a un altro cacciatorpediniere acquisito dalla Royal Canadian Navy. Venduta per essere demolita il 4 marzo 1947.
- Vanessa; costruita nei cantieri Beardmore, impostata il 16 maggio 1917, varata il 16 marzo 1918 e completata il 27 aprile seguente. In seguito le venne assegnato il pennant number G18. Venduta per essere demolita il 4 marzo 1947.
- Vanity; costruita nei cantieri Beardmore, varata il 3 maggio 1918 e completata il 21 luglio successivo. Venduta per essere demolita il 4 marzo 1947.
- Vanoc; costruita nei cantieri John Brown & Company del Clydebank, impostata il 20 settembre 1916, varata il 14 giugno 1917 e completata il 15 agosto successivo. Venduta per essere demolita il 26 luglio 1945, affondata al largo di Penryn mentre era diretta in demolizione nel giugno 1946, in seguito recuperata e demolita a Falmouth.
- Vanquisher; costruita nei cantieri John Brown, impostata il 27 settembre 1916, varata il 18 agosto 1917 e completata il 2 ottobre seguente. In seguito le venne assegnato il pennant number D54. Venduta per essere demolita il 4 marzo 1947.
- Vectis; costruita nei cantieri J. Samuel White & Company di Cowes, impostata il 7 dicembre 1916, varata il 4 settembre 1917 e completata il 5 dicembre successivo. Venduta per essere demolita il 25 agosto 1936.
- Vega; costruita nei cantieri William Doxford & Sons Ltd di Pallion, impostata l'11 dicembre 1916, varata il 1º settembre 1917 e completata il 14 dicembre seguente. Venduta per essere demolita il 4 marzo 1947.
- Vehement; costruita nei cantieri William Denny & Brothers Limited di Dumbarton, impostata nel 1916, varata il 6 luglio 1917 e completata nello stesso anno. Affondata dopo aver colpito una mina nel Mare del Nord il 1º agosto 1918.
- Velox; costruita nei cantieri Doxford, impostata nel gennaio 1917, varata il 17 novembre seguente e completata il 1º aprile 1918. Venduta per essere demolita il 18 febbraio 1947.
- Vendetta; costruita nei cantieri Fairfield Shipbuilding & Engineering Company di Govan, impostata nel novembre 1916, varata il 3 settembre 1917 e completata il 17 ottobre seguente. Trasferita alla Royal Australian Navy nel 1933, affondata al largo di Sydney il 2 luglio 1948.
- Venetia; costruita nei cantieri Fairfield, impostata il 2 febbraio 1917, varata il 29 ottobre seguente e completata il 19 dicembre. Affondata dopo aver colpito una mina nell'estuario del Tamigi il 19 ottobre 1940.
- Venturous; costruita nei cantieri Denny, impostata il 9 ottobre 1916, varata il 21 settembre 1917 e completata il 29 novembre successivo. Venduta per essere demolita il 24 agosto 1936.
- Verdun; costruita nei cantieri Hawthorn Leslie & Company di Hebburn, impostata il 13 gennaio 1917, varata il 21 agosto seguente e completata il 3 novembre. Venduta per essere demolita nel marzo 1946.
- Versatile; costruita nei cantieri Hawthorn Leslie, impostata il 31 gennaio 1917, varata il 21 agosto seguente e completata il 3 novembre. Venduta per essere demolita nel 1946.
- Verulam; costruita nei cantieri Hawthorn Leslie, impostata nel 1917, varata il 3 ottobre dello stesso anno. Affondata dopo aver colpito una mina al largo dell'isola di Seskar nel golfo di Finlandia, nella notte tra il 3 ed il 4 settembre 1919.
- Vesper; costruita nei cantieri Alexander Stephen & Sons di Linthouse, impostata il 7 dicembre 1916, varata il 15 dicembre 1917 e completata il 20 febbraio 1918. Venduta per essere demolita il 4 marzo 1947.
- Vidette; costruita nei cantieri Stephen, impostata il 1º febbraio 1917, varata il 28 febbraio 1918 e completata il 27 aprile seguente. Venduta per essere demolita il 4 marzo 1947.
- Vimiera; costruita nei cantieri Swan Hunter & Wigham Richardson di Wallsend, impostata nell'ottobre 1916, varata il 22 giugno 1917 e completata il 19 settembre seguente. Affondata dopo aver colpito una mina nell'estuario del Tamigi il 9 gennaio 1942.
- Violent; costruita nei cantieri Swan Hunter, varata il 1º settembre 1917. Venduta per essere demolita l'8 marzo 1937.
- Vittoria; costruita nei cantieri Swan Hunter, varata il 29 October 1917, affondata da una motosilurante bolscevica al largo dell'isola di Seskar nel golfo di Finlandia il 1º settembre 1919.
- Vivacious; costruita nei cantieri Yarrow & Company, impostata nel luglio 1916, varata il 13 novembre 1917 e completata il 29 dicembre seguente. Venduta per essere demolita il 4 marzo 1947.
- Vivien; costruita nei cantieri Yarrow, impostata nel luglio 1916, varata il 16 febbraio 1918 e completata il 28 maggio seguente. Venduta per essere demolita il 18 febbraio 1947.
- Vortigern; costruita nei cantieri White, impostata il 17 gennaio 1917, varata il 15 ottobre seguente e completata il 25 gennaio 1918. Affondata da una E-boot tedesca al largo di Cromer il 15 marzo 1942.

## Classe W Admiralty
La classe W Admiralty comprendeva 21 unità, tutte ordinate nel dicembre 1916. Nell'aprile 1917 le due navi ordinate ai cantieri Yarrow vennero cancellate e sostituite dall'ordine per due unità della classe S Yarrow (la Tomahawk e la Torch). Le navi di questa classe furono costruite su un progetto molto simile alla precedente classe V Admiralty, con le differenze limitare alla presenza di due lanciasiluri tripli e di un albero più alto.

### Navi
- Voyager; costruita nei cantieri Alexander Stephen & Sons di Linthouse, impostata il 17 maggio 1917, varata l'8 maggio 1918 e completata il 24 giugno successivo. Trasferita alla Royal Australian Navy nell'ottobre 1933, gravemente danneggiata da aerei della marina imperiale giapponese e arenata a Timor il 23 settembre 1942.
- Wakeful; costruita nei cantieri William Beardmore & Company di Dalmuir, impostata il 17 gennaio 1917, varata il 6 ottobre seguente e completata il 16 novembre. Silurata e affondata dall'E-boot tedesca S-30 al largo di Nieuwpoort il 29 maggio 1940.
- Walker; costruita nei cantieri William Denny & Brothers Limited di Dumbarton, impostata il 26 marzo 1917, varata il 29 novembre successivo e completata il 2 febbraio 1918. Venduta per essere demolita il 15 marzo 1946.
- Walpole; costruita nei cantieri William Doxford & Sons Ltd di Pallion, impostata nel maggio 1917, varata il 12 febbraio 1918 e completata il 7 agosto seguente. Gravemente danneggiata dall'esplosione di una mina nel Mare del Nord il 6 gennaio 1945, venne dichiarata non riparabile e venduta per essere demolita l'8 febbraio successivo.
- Walrus; costruita nei cantieri Fairfield Shipbuilding & Engineering Company di Govan, impostata nel 1917, varata il 27 dicembre dello stesso anno e completata l'8 marzo 1918. Arenata nella baia di Filey il 12 febbraio 1938, ritenuta non riparabile e venduta per essere demolita il 5 marzo successivo.
- Warwick; costruita nei cantieri Hawthorn Leslie & Company di Hebburn, impostata il 10 marzo 1917, varata il 28 dicembre successivo e completata il 18 marzo 1918. Silurata e affondata dall'U-Boot tedesco U-413 al largo di Trevose Head il 20 febbraio 1944.
- Watchman; costruita nei cantieri Beadmore, impostata il 17 gennaio 1917, varata il 2 novembre seguente e completata il 26 gennaio 1918. Venduta per essere demolita il 23 luglio 1945.
- Waterhen; costruita nei cantieri Palmers Shipbuilding & Iron Company di Jarrow, impostata nel luglio 1917, varata il 26 marzo 1918 e completata il 17 aprile seguente. Trasferita alla Royal Australian Navy nell'ottobre 1933, bombardata e affondata al largo della Libia da aerei tedeschi e italiani il 30 giugno 1941.
- Wessex; costruita nei cantieri Hawthorn Leslie, impostata il 23 maggio 1917, varata il 12 marzo 1918 e completata l'11 maggio successivo. Affondata da aerei tedeschi al largo di Calais il 24 maggio 1940.
- Westcott; costruita nei cantieri Denny, impostata il 30 marzo 1917, varata il 14 febbraio 1918 e completata il 12 marzo successivo. Venduta per essere demolita l'8 gennaio 1946. Il 2 febbraio 1942 fu la prima nave a distruggere un sommergibile nemico utilizzando lanciatori Hedgehog contro l'U-581.
- Westminster; costruita nei cantieri Scotts Shipbuilding & Engineering Company di Greenock, impostata nell'aprile 1917, varata il 25 febbraio 1918 e completata il 18 aprile seguente. Venduta per essere demolita il 4 marzo 1947.
- Whirlwind; costruita nei cantieri Swan Hunter & Wigham Richardson di Wallsend, impostata nel maggio 1917, varata il 15 dicembre successivo e completata il 15 marzo 1918. Silurata e affondata dall'U-34 a sudovest dell'Irlanda il 5 luglio 1940.
  - Whitley (ex-Whitby); costruita nei cantieri Doxford, impostata nel giugno 1917, varata il 13 aprile 1918 e completata il 14 ottobre successivo. Bombardata da aerei tedeschi e arenata al largo di Ostenda il 19 maggio 1940.
- Winchelsea; costruita nei cantieri J. Samuel White & Company di Cowes, impostata il 25 maggio 1917, varta il 15 dicembre successivo e completata il 15 marzo 1918. Venduta per essere demolita il 20 marzo 1945.
- Winchester; costruita nei cantieri White, impostata il 12 giugno 1917, varata il 1º febbraio 1918 e completata il 29 aprile successivo. Venduta per essere demolita il 5 marzo 1946.
- Windsor; costruita nei cantieri Scotts, impostata nell'aprile 1917, varata il 21 giugno 1918 e completata il 28 agosto successivo. Venduta per essere demolita il 4 marzo 1947.
- Wolfhound; costruita nei cantieri Fairfield, impostata nell'aprile 1917, varata il 14 marzo 1918 e completata il 27 aprile successivo. Venduta per essere demolita il 18 febbraio 1948.
- Wrestler; costruita nei cantieri Swan Hunter, impostata nell'aprile 1917, varata il 25 febbraio 1918, completata il 15 maggio 1918, gravemente danneggiata da una mina al largo di Juno Beach il 6 giugno 1944, dichiarata non riparabile e venduta per essere demolita il 20 luglio seguente.
- Wryneck; costruita nei cantieri Palmers, impostata nell'aprile 1917, varata il 13 maggio 1918 e completata l'11 novembre successivo. Affondata da aerei tedeschi al largo del Peloponneso il 27 aprile 1941.
- Wayfarer; ordinata ai cantieri Yarrow ma non impostata, ordine cancellato nell'aprile 1917.
- Woodpecker; ordinata ai cantieri Yarrow ma non impostata, ordine cancellato nell'aprile 1917.

## Classi V e W Thornycroft
Le classi V e W della Thornycroft consisterono di due unità per classe costruite dalla John I. Thornycroft & Company su progetto dell'Ammiragliato. Le due coppie vennero ordinate a sei mesi di distanza, il 30 luglio 1916 ed il 9 dicembre seguente.
Queste unità erano riconoscibili per l'alto bordo libero e la minore altezza dell'albero rispetto al tipo Admiralty e per i lati piatti dei fumaioli, tipici delle navi costruite nei cantieri Thornycroft. La sala caldaie maggiore, attrezzata con due unità, si trovava a poppa mentre quella singola era situata a prua, risultando nella forma più tozza del fumaiolo anteriore. Questa soluzione venne impiegata successivamente anche nella classe W modificate. Le unità classe V ebbero lanciasiluri binati mentre le W ebbero i lanciasiluri tripli. Le W ebbero un dislocamento maggiore e una velocità di 36 nodi garantita dal contratto di costruzione, di un nodo superiore a quella delle V. A pochi anni dall'ingresso in servizio i cannoni antiaerei Pompom da 40 mm vennero sostituiti da un singolo pezzo da 76 mm, situato su una piattaforma tra il fumaiolo di poppa e i tubi lanciasiluri prodieri.
Tutte le unità eccettuata la Viscount, che divenne una scorta a corto raggio (SRE), vennero modificate secondo le specifiche WAIR per diventare scorte antiaeree. Le modifiche non seguirono un progetto standard, comportando l'installazione di 16 cannoni da 40 mm pom pom in due affusti ottupli su piattaforme a mezzanave, a diverse altezze solamente sulla Woolston, mentre la Viceroy mantenne temporaneamente un gruppo di tubi lanciasiluri.

### Navi
- Viceroy, costruita nei cantieri John I. Thornycroft & Company Limited di Woolston, impostata il 15 dicembre 1916, varata il 17 novembre 1917 e completata il 5 febbraio 1918. Venduta per essere demolita nel giugno 1948.
- Viscount, costruita nei cantieri Thornycroft, impostata il 20 dicembre 1916, varata il 29 dicembre 1917 e completata il 25 marzo 1918. Venduta per essere demolita il 20 marzo 1945 ma demolita effettivamente solo nel 1947.
- Wolsey, costruita nei cantieri Thornycroft, impostata il 28 marzo 1917, varata il 16 marzo 1918 e completata il 1º maggio seguente. Venduta per essere demolita il 4 marzo 1947.
- Woolston, costruita nei cantieri Thornycroft, impostata il 25 aprile 1917, varata il 27 aprile 1918 e completata il 28 giugno seguente. Venduta per essere demolita il 18 febbraio 1947.

## Classe W modificata Thornycroft
Il progetto per le unità della classe W modificata della Thornycroft venne sviluppato privatamente dai tecnici del cantiere stesso, basandosi sulla precedenti classe V e V Thornycroft e incorporando richieste tecniche avanzate dall'Ammiragliato. Le due unità vennero ordinate nel gennaio 1918, insieme al primo gruppo delle classe W modificate Admiralty (quattordici unità di cui solo sette effettivamente completate). In queste unità la disposizione delle sale caldaie era invertita, con quella più ampia situata a prua e quella singola a poppa. Come diretta conseguenza anche i fumaioli erano invertiti, con quello più spesso a prua e quello più basso a poppa. Anche queste navi ebbero i caratteristici fumaioli Thornycroft con i lati piatti. Come le unità Admiralty modificate, queste navi vennero armate con i più potenti cannoni da 120 mm, ricevendo anche due lanciatori di siluri tripli. I cannoni antiaerei Pom Pom da 40 mm, erano situati a mezzanave tra i due fumaioli.
Il completamento della Witch venne rallentato dalla fine delle ostilità, e l'unità venne completata a Devonport dopo essere stata rimorchiata da un cantiere all'altro. Entrambe le navi vennero convertite in scorte a corto raggio durante la seconda guerra mondiale.

### Navi
- Wishart; costruita nei cantieri John I. Thornycroft & Company Limited di Woolston, impostata il 18 maggio 1918, varata il 18 luglio 1919 e completata nel giugno 1920. Venduta per essere demolita il 20 marzo 1945.
- Witch; costruita nei cantieri Thornycroft, impostata il 13 giugno 1918, varata il 1º novembre 1919 e completata nel marzo 1924. Venduta per essere demolita nel luglio 1946.

## Modifiche durante la seconda guerra mondiale
Dal 1937 la dismissione delle navi classi V e W cessò, e le unità superstiti vennero convertite per servire come scorte veloci ai convogli. Lo scoppio della seconda guerra mondiale bloccò in parte questo processo di ammodernamento, portando a risultati differenziati.

### Scorte a lungo raggio (LRE)
Il progetto delle classi V e W, progettate per appoggiare e coprire la Grand Fleet in azioni nel Mare del Nord, prevedeva per queste unità un'alta velocità legata a una scarsa autonomia, non essendo necessarie missioni a lungo raggio. Questa caratteristica rendeva queste navi inutilizzabili come scorta ai convogli atlantici, ruolo fondamentale per unità del genere nelle mutate condizioni della seconda guerra mondiale. L'alta velocità non era infatti richiesta ed era anzi controproducente in quanto rendeva imprecise le apparecchiature ASDIC, mentre erano fondamentali l'affidabilità e l'autonomia rispetto alla potenza di fuoco.
Per rimediare a queste mancanze, alcune unità delle due classi vennero modificate in scorte a lungo raggio (LRE) per adattarle alle nuove necessità. La sala caldaie singola venne eliminata per fare spazio a cisterne per il carburante e alloggi per l'equipaggio. I cannoni nelle posizioni A e Y vennero eliminati e sostituiti rispettivamente con un lanciatore Hedgehog e un lanciatore per cariche di profondità. I tubi lanciasiluri vennero sostituiti da un cannone antiaereo da 76 mm e da piattaforme per due mitragliere Oerlikon da 20 mm a mezza nave. Altre due vennero invece posizionate ai lati del ponte di comando. Vennero anche installati i radar Type 271 per l'individuazione dei bersagli e il Type 291 per l'allerta aerea, mentre solo alcune unità ricevettero l'High Frequency Direction Finding "Huff Duff", un radiogoniometro per calcolare la posizione dei bersagli. La velocità di punta delle unità convertite era di circa 24,5 nodi.
Le navi modificate in scorte a lungo raggio furono:
- Vanessa
- Vanoc
- Vanquisher
- Velox
- Vesper
- Versatile
- Vidette
- Vimy
- Vivacious
- Viscount
- Walker
- Warwick
- Watchman
- Westcott
- Winchelsea
- Wrestler
- Vansittart
- Venomous
- Verity
- Volunteer
- Wanderer
- Whitehall